# Academia Puerto Cabello (femenino)
El Academia Puerto Cabello es un equipo aficionado de fútbol femenino, filial del Academia Puerto Cabello, y actualmente participa en la Liga Nacional de Fútbol Femenino de Venezuela, la categoría nacional aficionada del fútbol femenino en Venezuela.

## Historia
Academia Puerto Cabello (femenino)

## Uniforme
Academia Puerto Cabello (femenino)
- Uniforme titular: camiseta, pantalón, medias.
- Uniforme alternativo: camiseta, pantalón ,.

### Evolución del uniforme
| 2017-presente Titular | 2017-presente Alternativo |

### Indumentaria y patrocinador
| Periodo       | Proveedor     |
| ------------- | ------------- |
| 2015-presente | Wimmer Sports |

| Periodo         | Patrocinador     |
| --------------- | ---------------- |
| 2015-Actualidad | Sin patrocinador |

## Entrenadores
| Entrenador | Período       |
| ---------- | ------------- |
| [[]]       | 2015-presente |

## Actual Directiva 2016
| Cargo             | Nombre               |
| ----------------- | -------------------- |
| Presidente        | Bandera de Venezuela |
| Director Técnico  | Bandera de Venezuela |
| Asistente Técnico | Bandera de Venezuela |
| Preparador Físico | Bandera de Venezuela |
| Utilero           | Bandera de Venezuela |
| Fisio Terapeuta   | Bandera de Venezuela |

## Palmarés
Academia Puerto Cabello (femenino)
- Liga Nacional de Fútbol Femenino de Venezuela (0):

- Copa Venezuela de Fútbol Femenino (0):

Competición internacional
- Tercer puesto categoría Sub-14 : Fiesta Sudamericana de la Juventud 2018[3]